# 구경 (화기)

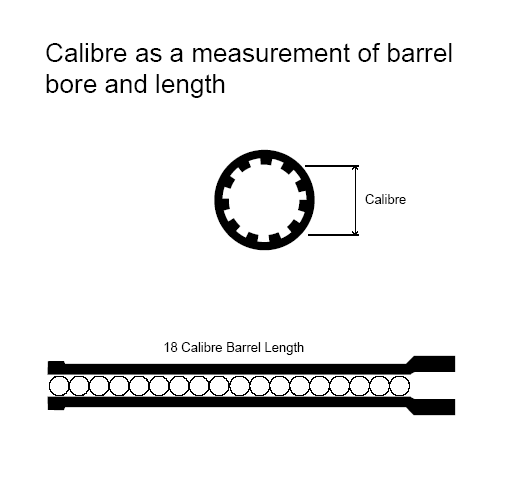
총의 구경과 총열 길이

구경(口徑)은 총탄의 규격을 일컫는 단위로 널리 사용되는데, 기본적으로 총기의 총신(총열) 안쪽 구멍의 지름을 가리키고, 곧 총탄의 지름과 관련이 있다.
일반적으로는 총신에 강선이 패여 있다. 따라서, 홈이 패여 있는 깊은 곳을 기준으로 지름을 측정하여 구경으로 삼을지, 그렇지 않은 얕은 곳을 기준으로 할지가 문제되는데, 미국에서 만들어진 총기나 탄환의 경우 마주보는 두 홈의 거리를 구경으로 하는 것이 일반적이며, 다른 나라의 경우는 패이지 않은 마주보는 두 지점의 거리를 구경으로 하는 것이 더 일반적이다. 즉, 같은 총신이라도 미국식으로 지름을 측정하면 더 큰 구경이 된다.
구경은 인치나 밀리미터 단위의 수치로서 표시되는데, 인치 단위로 표시된 구경의 경우, 단위인 '인치'를 생략하고 소수점 이하의 숫자로만 부른다. 예컨대 ‘22구경’이라고 하면 ‘0.22인치’구경을 일컫는 것이다. 미국에서는 소수점을 붙여‘.22’나 ‘.22 cal’하는 식으로 표기한다. 한편, 밀리미터 단위로 표시된 구경은, 단위를 붙여 부른다. 즉, ‘9mm구경’내지는 ‘9mm탄’이라고 하면 말 그대로 구경이 9mm라는 의미가 된다. 주로 미국에서 개발된 총기나 탄환이 인치 단위로 구경을 표시하며, 유럽 지역에서 개발된 것들은 밀리미터 단위로 구경을 표시한다.
탄두의 지름이 총열 안쪽의 지름과 정확히 일치한다고 할 수는 없으나 거의 일치하기 때문에, 큰 숫자의 구경으로 나타내어지는 규격의 총탄이, 작은 숫자의 구경으로 나타내어지는 규격의 총탄보다 더욱 굵은 지름을 가진다고 할 수 있다. 예를 들어, 45구경(.45)탄은 22구경(.22)탄보다 지름이 굵다. 총탄의 지름이 굵다는 것은 그 탄두가 더욱 크고 무겁다는 의미로서, 그 총기·총탄이 가진 위력이 상대적으로 강하다는 것으로 이해할 수 있다. 다만, 어느 총탄이 가진 위력은 탄두의 크기와 무게만이 아니라 약협에 들어있는 장약의 양과도 관련이 있는 것으로서, 권총용의 9mm탄이 소총용의 5.56mm탄보다 위력이 강하다고는 할 수 없다.
다만, 탄환의 규격으로서의 구경이 반드시 총열 안쪽 내지는 탄두의 지름을 의미하지는 않는다. 예컨대 대한민국에서 경찰이 휴대하는 권총에 사용되는 38구경탄(.38 Special)의 경우 ‘38’이라는 숫자는 총열 내지는 탄두의 지름에서 비롯된 것이 아니라, 약협(탄피)의 지름에서 비롯된 것이다. 38구경탄의 실제 탄두 지름은 약 9.09mm(0.358인치)이다.

## 같이 보기
- 구경별 탄약의 목록